# Emil Cuello
Emil Cuello (Buenos Aires, Argentina; 2 de enero de 1997) es un futbolista argentino nacionalizado estadounidense. Juega de centrocampista y su equipo actual es Phoenix Rising FC de la United Soccer League

## Trayectoria

### Universidad: SMU Mustangs
Cuello jugó al fútbol universitario en el SMU Mustangs de la Universidad Metodista del Sur en Dallas, Texas. Durante sus cuatro años en la universidad, el jugador argentino jugó 72 encuentros y anotó 12 goles y 17 asistencias.

### Los Angeles Galaxy
Fue escogido por Los Angeles Galaxy en la posición número 19 del SuperDraft de la MLS de 2019. Firmó su primer contrato profesional con el club en 27 de febrero de 2019, donde sería parte del plantel dirigido por Guillermo Barros Schelotto. Debutó el 2 de marzo de 2019 en el primer encuentro de la temporada 2019 contra el Chicago Fire, donde jugó hasta el minuto 60 en la victoria de los galaxy por 2-1.

## Clubes
| Club                           | País           | Año           |
| ------------------------------ | -------------- | ------------- |
| Los Angeles Galaxy             | Estados Unidos | 2019-2020     |
| San Antonio FC                 | Estados Unidos | 2021          |
| Sacramento Republic (préstamo) | Estados Unidos | 2021          |
| Sacramento Republic            | Estados Unidos | 2022          |
| Phoenix Rising FC              | Estados Unidos | 2023-presente |

## Vida personal
Emil llegó a los Estados Unidos con su familia cuando tenía cinco años. Es el menor de tres hermanos, dos mujeres y un hombre. Es hincha de Boca Juniors como su padre y hermanos.